# Lido Tikok
Lido Tikok là một thị trấn thống kê (census town) của quận Tinsukia thuộc bang Assam, Ấn Độ.

## Nhân khẩu
Theo điều tra dân số năm 2001 của Ấn Độ, Lido Tikok có dân số 6761 người. Phái nam chiếm 54% tổng số dân và phái nữ chiếm 46%. Lido Tikok có tỷ lệ 66% biết đọc biết viết, cao hơn tỷ lệ trung bình toàn quốc là 59,5%: tỷ lệ cho phái nam là 74%, và tỷ lệ cho phái nữ là 57%. Tại Lido Tikok, 12% dân số nhỏ hơn 6 tuổi.